# 理查·麥爾
理查·麥爾（英語：Richard Meier，1934年10月12日—），美國建築師與抽象藝術家。1984年50歲時獲頒普立茲克建築獎，擅長運用幾何與白色於建築設計中。他創作的方式是以方法論與空間邏輯設計為主。

## 早年
理查·麥爾出生於美國紐澤西州的紐華克，為家中長子，父親原是土木工程師，後轉業成酒類批發商。麥爾成長於楓木鎮，後來就讀當地的哥倫比亞中學，1957年取得康乃爾大學建築學士學位，畢業後到以色列、希臘、德國、法國、丹麥、芬蘭和義大利等地旅行，旅行過程也嘗試接觸諸如柯比意等建築師。

## 職業生涯
麥爾於1959年曾在紐約市的SOM建築設計事務所短暫工作過，隨後進入建築師布若伊的事務所歷練三年。1963年自行開業，執業的早期常與史特拉等藝術家合作，偏好以白色和幾何元素設計建築，被認為是白派建築的“紐約五人”之一，其中的埃森曼與麥爾是表兄弟。很多麥爾的作品都奠基於二十世紀中期的建築師之上，尤其以柯比意早期風格為著。他擴展了柯比意許多作品中的想法，例如薩伏瓦別墅和瑞士館。他的作品中也可看到其他建築師如密斯的影響，在一些案子也可看見萊特和巴拉岡的痕跡。
除了新和諧圖書館(1979)和崇高藝術博物館(1983)之外，麥爾早期受到贊許的還有他多樣的住宅設計案。雖然多年來他已經是廣受肯定的建築師，但直到1997年開幕的洛杉磯蓋提中心這個巨大建築群設計案才將他的盛名推向主流。其它著名的建築案：在博物館方面有巴塞隆納當代藝術博物館(1995)與比佛利山莊的電視廣播博物館(1996)；市政廳方面有荷蘭海牙市政廳(1995)與聖荷西市政廳(2007)；商業建築包括捷克布拉格的城市塔(2008)；集合住宅諸如曼哈頓的佩里街173與176號大廈(2002) 和以色列臺拉維夫的麥爾－羅斯施爾德大樓(2015)。
時至今日，理查·麥爾合夥人建築師事務所在紐約市和洛杉磯都設有辦公室，業務遍及中國、法國、德國和以色列等國。2014年，麥爾為馬納當代文化中心中的一個博物館揭幕，此佔地15,000平方英呎的博物館取代了之前位於長島市的一個較小的場所，讓他多數畢生作品可以容納於同一屋簷之下，這個新場館首次展示了他的雕塑、拼貼藝術和建築圖，而且計畫會有一個研究型圖書館。
METOO事件 : 受到五名美國女性指控，她們在 80 年代遭受了建築師的不當行為。在所謂的受害者中，據稱有四人在前往建築師的家後遭到毆打。 最年輕的普利茲克獎獲得者（1984 年 50 歲）宣布他將離開他的建築公司 Richard Meier & Partners（2018年）。

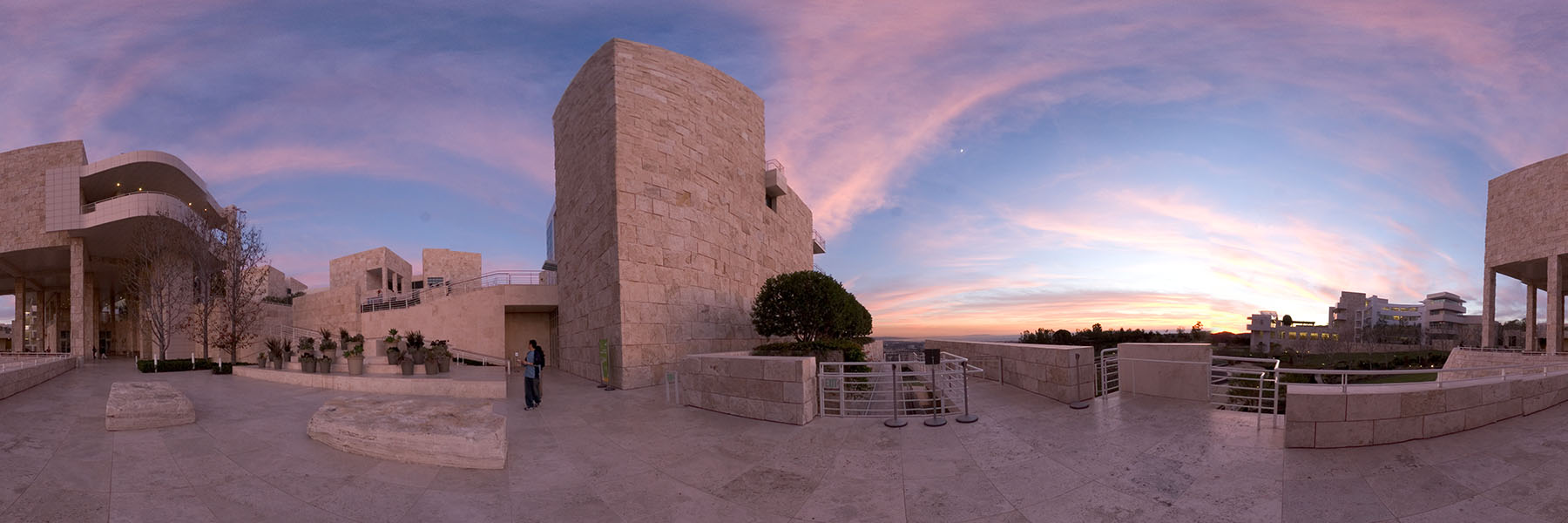
蓋提中心／美國 加州 洛杉磯

## 建築作品

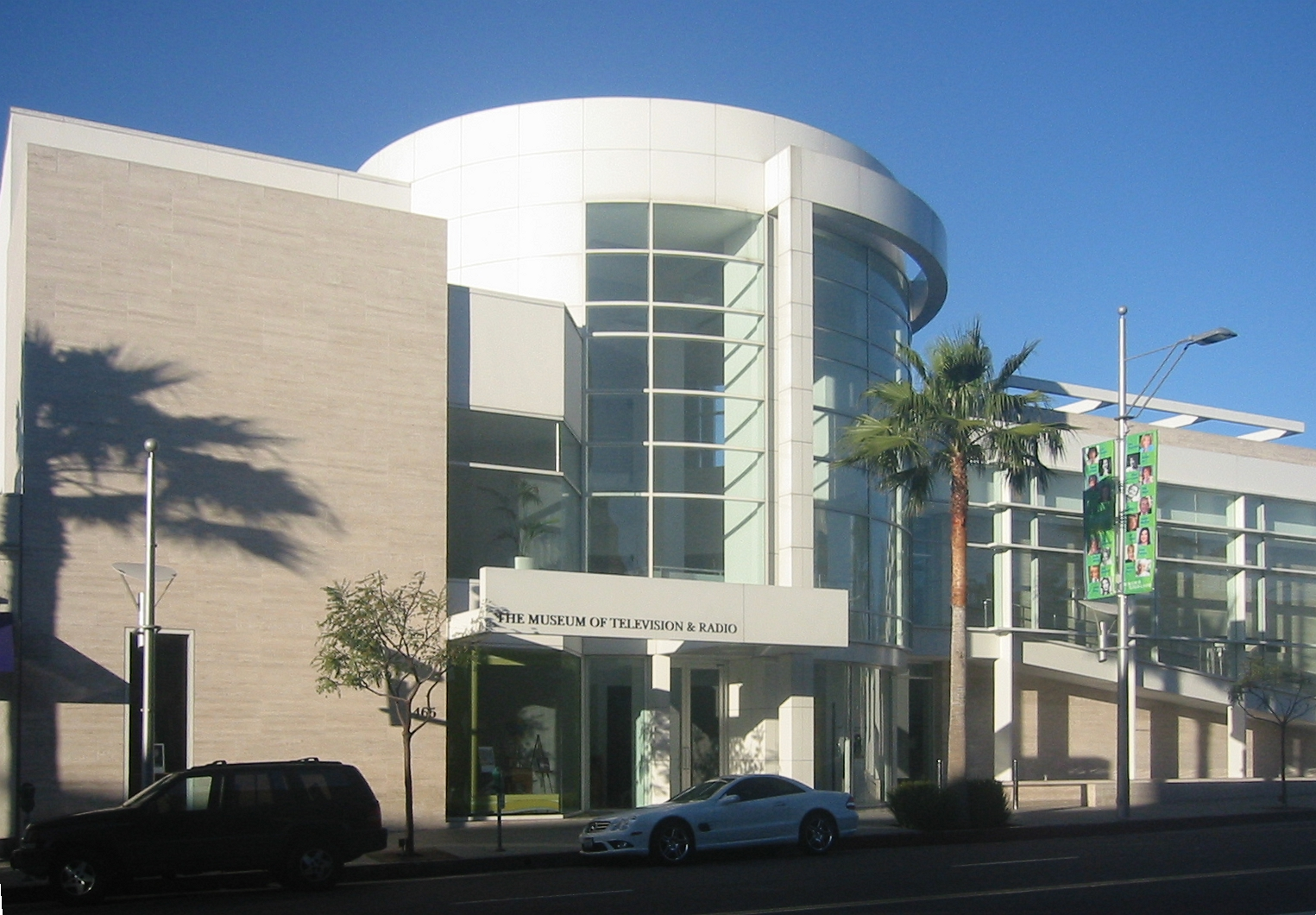
電視廣播博物館／美國 加州 比佛利山莊

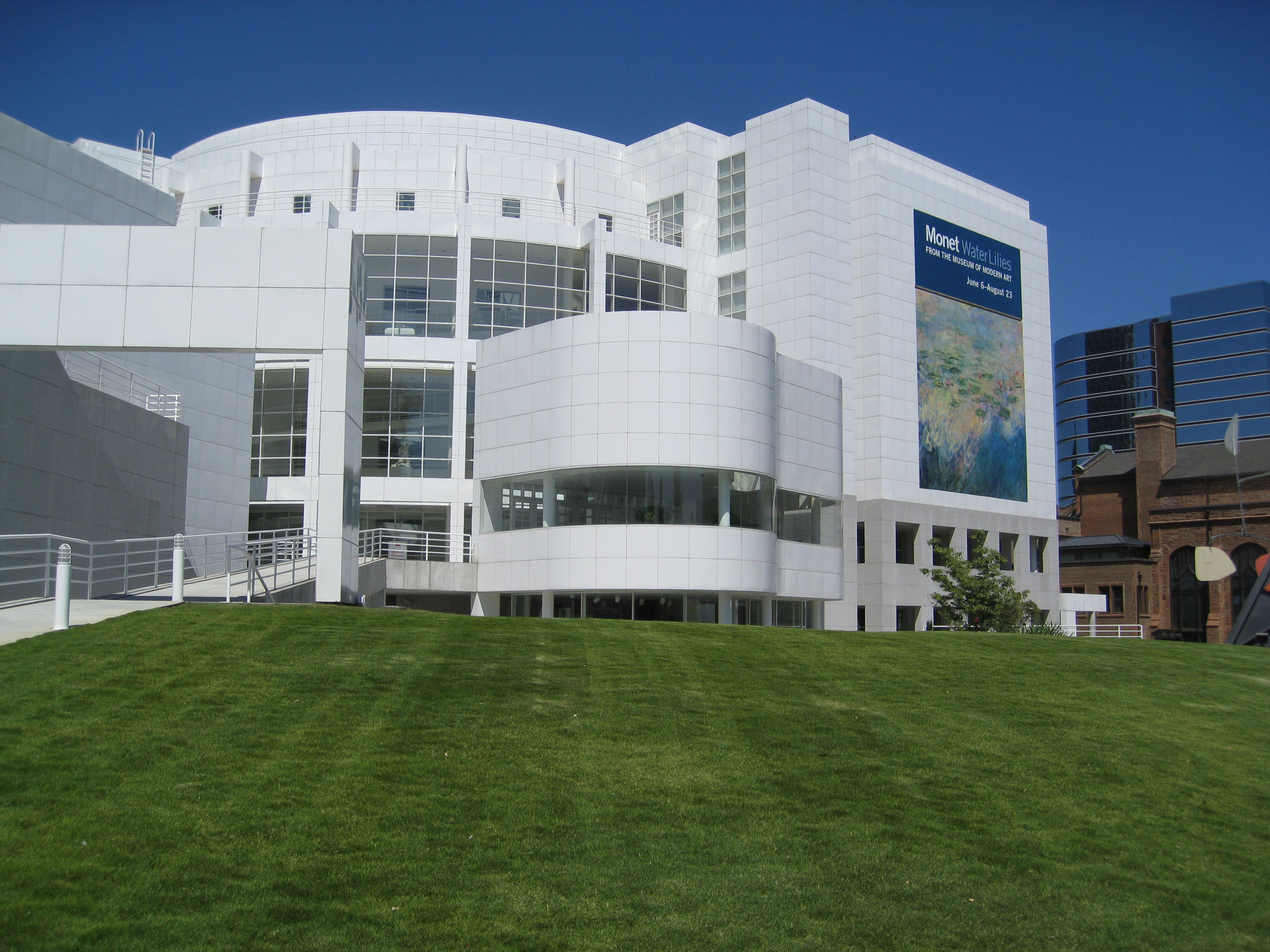
崇高藝術博物館／美國 喬治亞州 亞特蘭大

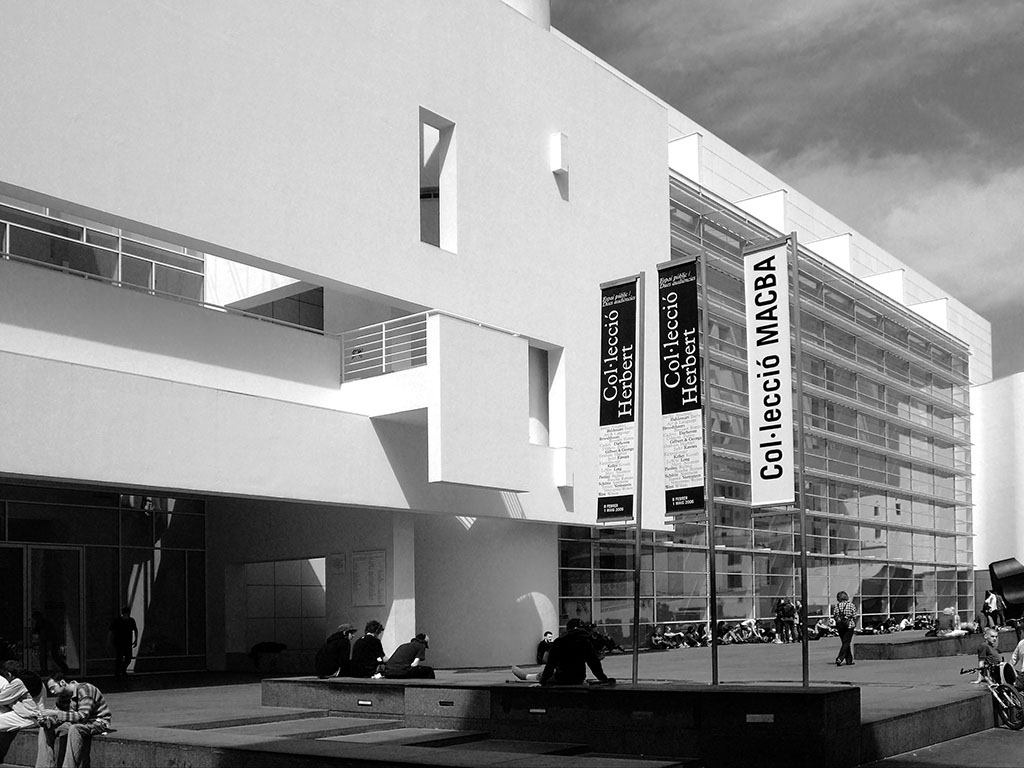
現代藝術博物館／西班牙 巴塞隆納

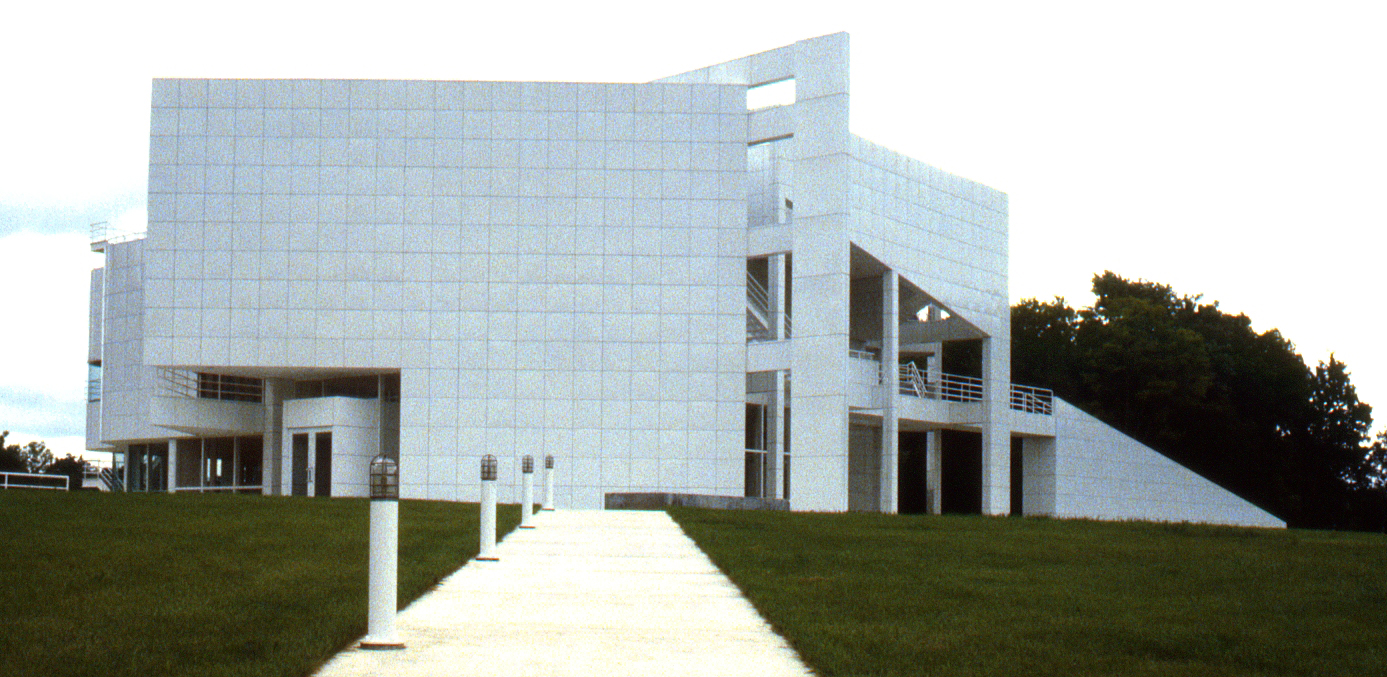
新和諧圖書館／美國 印第安那州

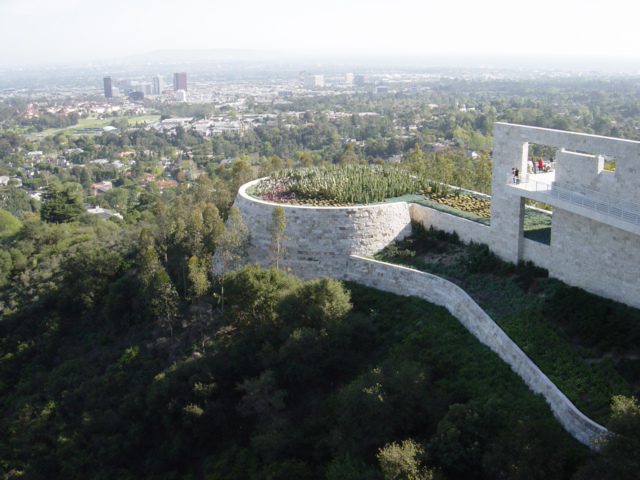
蓋提中心／美國 加州 洛杉磯

- 麥爾住宅，美國 紐澤西州 埃塞克斯菲爾斯, 1965
- 史密斯住宅，美國 康乃狄格州，1965 - 1967
- 魏斯貝絲藝術家社區，美國 紐約市，1970
- 奧里維第培訓中心大廈，美國 紐約州 柏油村，1971
- 道格拉斯住宅，美國 密西根州，1971 - 1973 （页面存档备份，存于）
- 布朗克斯發展中心，美國 紐約州 布朗克斯，1976
- 新和諧圖書館，美國 印第安那州 新和諧鎮， 1979
- 崇高藝術博物館，美國 喬治亞州 亞特蘭大，1983
- 狄蒙藝術中心 現代藝術藝廊，美國 愛荷華州 狄蒙，1984
- 應用藝術博物館，德國 法蘭克福，1985
- 戴姆勒-賓士研究中心(現改為戴姆勒研究中心)，德國 烏爾姆，1992
- 烏爾姆市藝文中心，德國 烏爾姆，1994
- 巴塞隆納當代藝術博物館，西班牙 巴塞隆納，1995
- 海牙市政廳，荷蘭 海牙，1995
- 愛丁堡公園總體規劃，英國 蘇格蘭 愛丁堡，1995
- 拉喬夫斯基住宅，美國 德州達拉斯，1996
- 諾伊格鮑爾住宅，美國 佛羅里達州 那不勒斯，1998  （页面存档备份，存于）
- 電視廣播博物館(現更名為帕雷媒體中心)，美國加州 比佛利山莊，1996
- 蓋提中心，美國加州洛杉磯，1997  （页面存档备份，存于）
- 卡姆登醫療中心，新加坡，1998
- 白色廣場，瑞士 巴塞爾，1998  （页面存档备份，存于）
- 佩里街173與176號大廈，美國 紐約市 曼哈頓，1999 - 2002
- 亞利桑那州地方法院大樓，美國 亞利桑那州 鳳凰城，2000
- 皮克＆克洛彭堡服裝旗艦店，德國 杜塞道夫，2001
- 大教堂文化中心，美國 加州 園林市，2003   （页面存档备份，存于）
- 千禧教堂，義大利羅馬，2003   （页面存档备份，存于）
- 展望公園大廈，美國 紐約市 布魯克林，2003 - 2008[2]
- 布爾達收藏博物館，德國 巴登巴登，2004
- 和平祭壇博物館，義大利羅馬，2006  （页面存档备份，存于）[3]
- 城市塔，捷克 布拉格，2004 - 2007
- 阿爾普博物館，德國 雷馬根 羅蘭賽克自治區，2008  （页面存档备份，存于）
- 聖荷西市政廳，美國加州 聖荷西，2004 - 2007
- 斯克蘭頓大學康諾利廳，美國賓州 斯克蘭頓，2007
- 博德魯姆住宅，土耳其 博德魯姆，2007  （页面存档备份，存于）
- 威爾細胞與分子生物學會－威爾廳，美國 紐約州 綺色佳，2008
- 羅斯施爾德大樓，以色列，臺拉維夫 2008 - 2015
- 教師村，美國 紐澤西州 紐華克，2008 - 2015 [4]
- 晴海集合住宅雙塔，日本 東京，2009 - 2016 [5]
- 國際咖啡廣場，德國 漢堡，2010  （页面存档备份，存于）
- 加爾多內住宅，義大利 加爾多內里維耶拉，2010 - 2015 [6]
- 西馬庫飯店，南韓 江原道 江陵市，2011 - 2015
- 文西企業總部，巴西 里約熱內盧，2012 [7]
- 衝浪俱樂部，美國 佛羅里達州 瑟夫賽德，2012 - 2015 [8]
- 玻璃公寓，哥倫比亞 波哥大，2013 [9]
- 火島住宅，美國 紐約州 火島，2013 [10]
- 55Timeless琢白，臺灣 臺北市，2014 - 2018
- 新朗日匯，臺灣 臺中市，2014 - 2019 [11]

## 延伸閱讀
- Frampton, Kenneth, Rykwert, Joseph: Richard Meier, Architect, Rizzoli, 1998
- Frampton, Kenneth: Richard Meier, Phaidon, 2012

## 外部連結
- 理查·麥爾官方網站 （页面存档备份，存于）
- Richard Meier in the National Gallery of Australia's Kenneth Tyler collection （页面存档备份，存于）
- Official "Meier Tower" website （页面存档备份，存于）
- Ara Pacis Museum, Rome （页面存档备份，存于）
- Burda Museum website
- Rachofsky House website
- An appreciation of the Hague City Hall （页面存档备份，存于）
- Collages by Richard Meier
- Over 100 photographs of the Richard Meier designed Rachofsky House which received AIA honor award in 2002  （页面存档备份，存于）
- Official "Bodrum Houses" website （页面存档备份，存于）
- "The Surf Club" website
- Richard Meier （页面存档备份，存于） video at Web of Stories （页面存档备份，存于）
- YouTube上的"Big Red/Meier white," Cornell 50th reunion video
- YouTube上的"The Surf Club Miami Beach" video
- Richard Meier Architecture on Google Maps （页面存档备份，存于）